# Schloss Dorheim

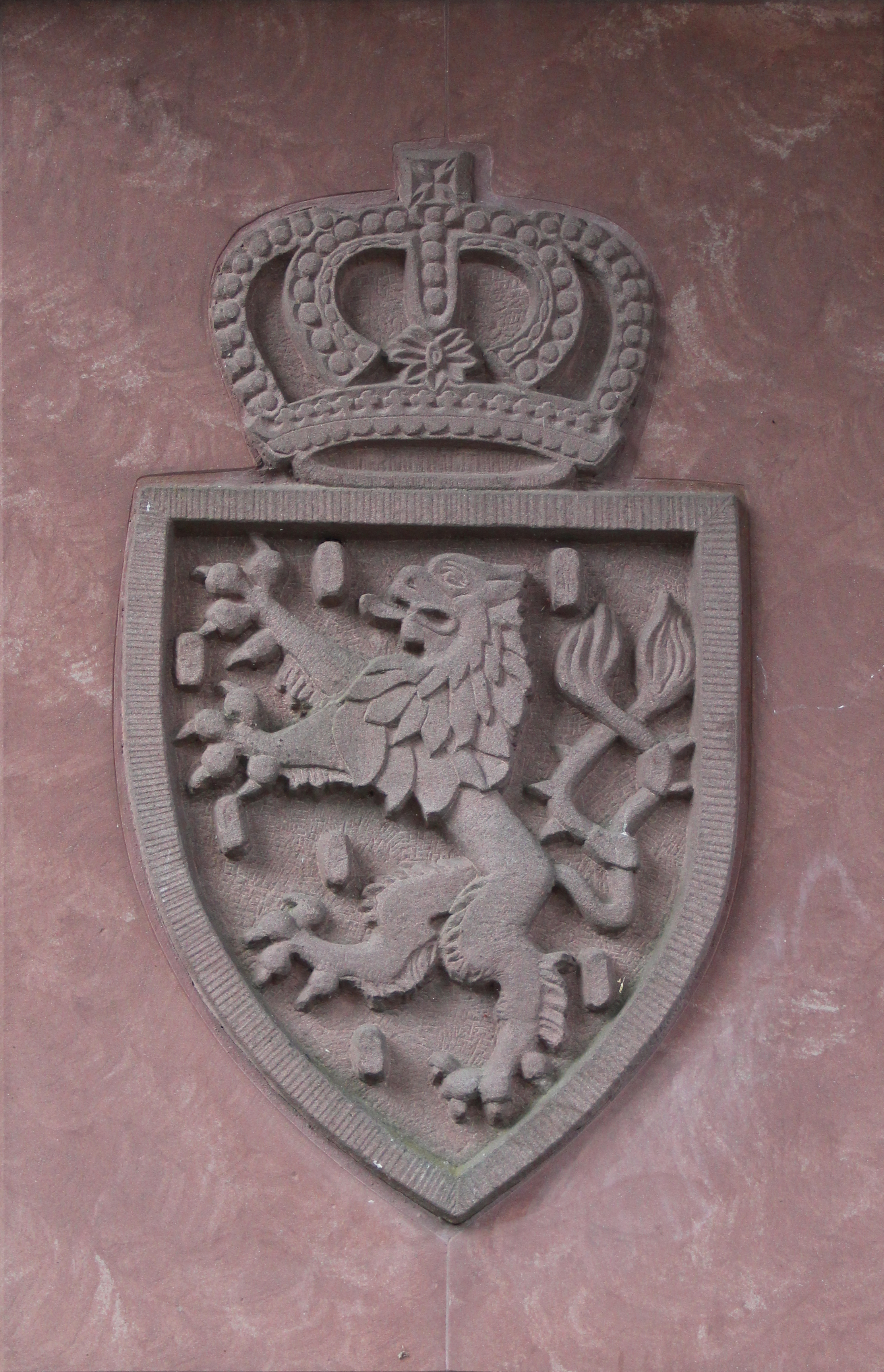
Wappen der Solms-Laubach an der Umfassungsmauer

Das Schloss Dorheim ist eine abgegangene Wasserburg und späteres Schloss nahe dem rechten Wetterufer in Dorheim (Auf dem Biek 5), einem Ortsteil der Stadt Friedberg im Wetteraukreis in Hessen.
Die Wasserburg wurde vermutlich im 13. Jahrhundert von einem Mitglied der Familie Wais von Fauerbach erbaut. Die Familie besaß die Burg als Allod, nahm es später aber als Reichslehen an. Im Erbgang kam die Burg 1558 an Jost Rau von Holzhausen. Beide Familien besaßen den Vorsitz im kaiserlichen Wassergericht der Wetterau.
Um 1500 wurde ein Neubau errichtet. Dort, wo vorher das Burghaus stand, wurde 1775 das spätbarocke Herrenhaus als dreigeschossiger Putzbau mit Mittelrisalit und Altan errichtet. Dieses wurde von den Grafen von Solms-Rödelheim erworben, aber 1930 an die evangelische Kirchengemeinde Dorheim als Pfarrhaus verkauft. Seit 1969 wieder in Privatbesitz, gehört das Schloss heute einer Linie der Grafen zu Solms-Laubach, die es auch bewohnt.
Von der mittelalterlichen Burganlage sind noch größere Teile der vordersten Ringmauer und zwei Flankentürme aus der Zeit um 1500 sowie Reste des ehemaligen ausgemauerten inneren Grabens erhalten.